# 気管支ブロッカー
気管支ブロッカー（きかんしブロッカー、英: bronchial blockerまたは英: endobronchial blocker）とは、気管挿管後に気管チューブに挿入し、肺の右主気管支または左主気管支を閉塞させることで、胸部手術において肺の片側だけの換気（分離換気）をできるようにする器具である。閉塞部より遠位の手術側の肺組織が萎むため、術野が確保でき、胸腔内の臓器の手術操作が容易になる。
気管支ブロッカーは、ダブルルーメン気管支チューブ（DLT）の代替として、分離換気のために使用される。小児や小柄な患者では、最小のDLTでも太すぎる可能性があるために選択される。

## 分類

### ユニベントチューブ
富士システムズ社（東京）製のこの気管チューブは、気管支ブロッカーと一体となっている。ブロッカー単体も独立して販売されている。

### アーント（Arndt）気管支ブロッカー
米国ブルーミントンのクック・クリティカル・ケア社が製造するこのカテーテルは、先端にバルーンと吸引用のルーメンを持ち、気管支ファイバーに装着して目標気管支に誘導できるよう、柔軟なワイヤーを内蔵している。

### コーエン気管支ブロッカー
クック・クリティカル・ケア社製のこのブロッカーは、遠位側の柔らかい先端にバルーンを備えたカテーテルであり、気管支のどちらかにデバイスを誘導するために先端を90°まで曲げることができる。

### クーデック気管支ブロッカー
目標とする気管支への留置を容易にするため、ブロッカーの遠位先端部にあらかじめ角度がつけてある。

### EZブロッカー
米国テレフレックス社製、Y字型の気管支ブロッカーで、気管分岐部を跨ぐように設置され、2つのバルーンで左右どちらかの気管支を遮断できる。